# Hadrosaurinae
Sous-famille
Les Hadrosaurinae (hadrosaurinés en français) formaient une sous-famille, aujourd’hui obsolète, de « dinosaures herbivores à becs de canards » du sous-ordre des ornithopodes et de la famille des Hadrosauridae, très communs en Amérique du Nord, en Asie et en Europe au Crétacé supérieur,.

## Validité
La sous-famille des Hadrosaurinae a connu un grand succès au cours du XXe siècle où la famille des Hadrosauridae était classiquement subdivisée en deux sous-familles :
- les Hadrosaurinae, basés sur le genre Hadrosaurus qui regroupait les hadrosauridés dépourvus de crête sur le sommet du crâne ;
- les Lambeosaurinae, basés sur le genre Lambeosaurus qui regroupait les hadrosauridés à crête.

## Classification
Cependant les études phylogénétiques postérieures ont montré que le genre type de la sous-famille, Hadrosaurus, était le membre le plus basal des hadrosauridés et donc plus primitif que les lambéosaurinés et les genres inclus dans la sous-famille des hadrosaurinés. La sous-famille des Hadrosaurinae a donc été remplacée en 2013 par celle des Saurolophinae, qui inclut, entre autres, les genres Saurolophus et Edmontosaurus, tandis que le genre Hadrosaurus était classé très en amont comme un Hadrosauridae basal.
Cette taxonomie est acceptée par la plupart des paléontologues,,,,, à l'exception de H. Xing et ses collègues (2014).

### Cladogramme
Le cladogramme ci-dessous a été réalisé par Prieto-Marquez et ses collègues en 2016. Leur étude prend en compte 61 espèces d'hadrosauridés caractérisées par 273 caractéristiques morphologiques (189 au niveau du crâne et 84 pour le squelette post-crânien). La sous-famille des hadrosaurinés y a été remplacée par celle des Saurolophinae :
- - Telmatosaurus
  - 
    - 
      - Jintasaurus
      - Lophorhothon

    - 
      - Claosaurus
      - 
        - Tethyshadros
        - Hadrosauridae
          - Hadrosaurus
          - 
            - Eotrachodon
            - Saurolophidae
              - Lambeosaurinae
                - Aralosaurus
                - 
                  - Canardia
                  - Jaxartosaurus
                  - 
                    - 
                      - Tsintaosaurus
                      - Pararhabdodon

                    - 
                      - 
                        - Charonosaurus
                        - Parasaurolophus

                      - 
                        - Lambeosaurus
                        - 
                          - Corythosaurus
                          - 

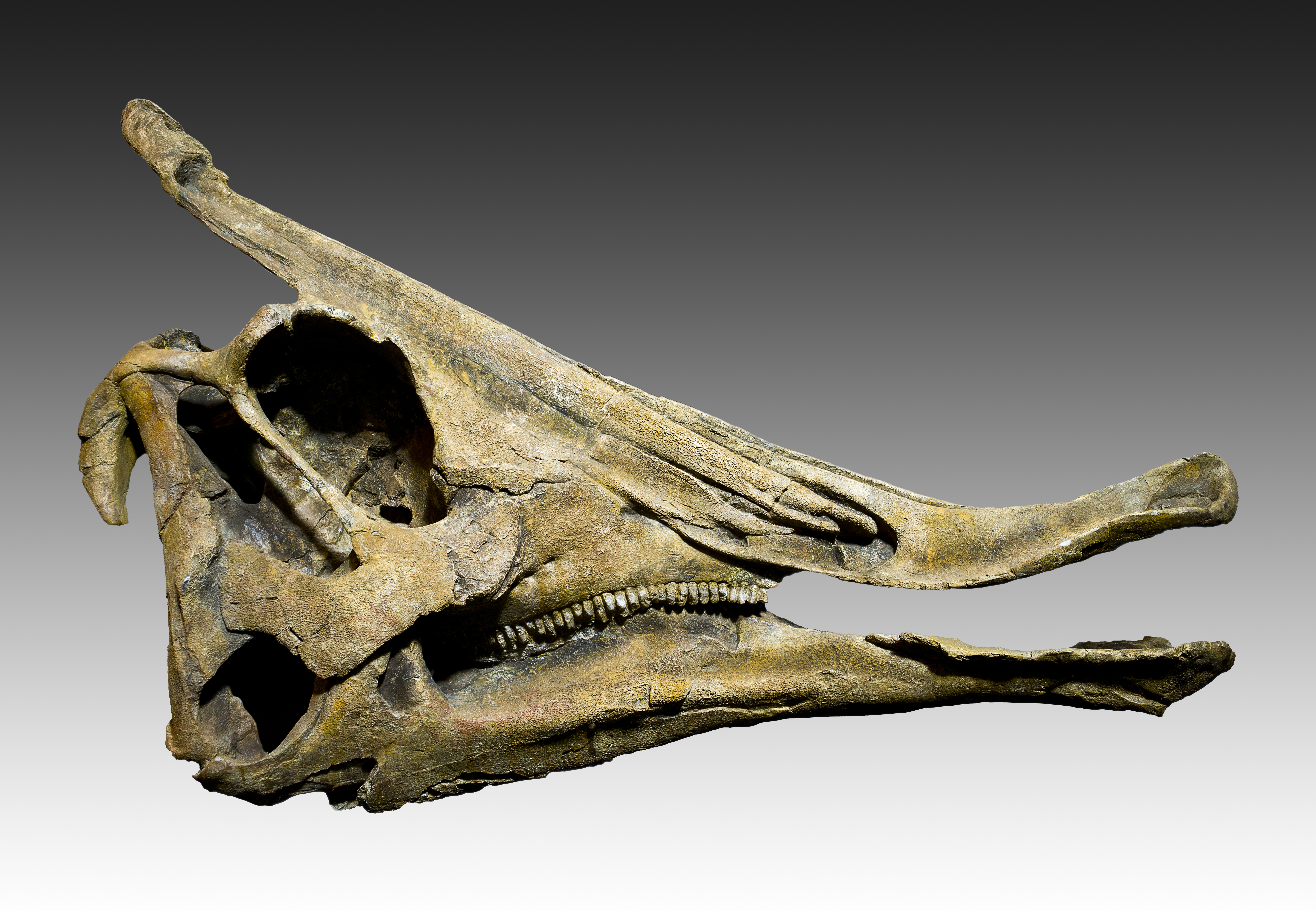
Crâne de Saurolophus, un ex-Hadrosaurinae, aujourd'hui le taxon type des Saurolophinae.

                            - "Hypacrosaurus" stebingeri
                            - 
                              - 
                                - Magnapaulia
                                - 
                                  - Velafrons
                                  - Sahaliyania

                              - 
                                - Hypacrosaurus
                                - Olorotitan
                                - 
                                  - Blasisaurus
                                  - Arenysaurus

              - Saurolophinae
                - 
                  - Acristavus
                  - Maiasaura
                  - Brachylophosaurus

                - 
                  - 
                    - Naashoibitosaurus
                    - 
                      - Kritosaurus
                      - 
                        - Gryposaurus
                        - 
                          - Big Bend UTEP 37.7
                          - 
                            - Willinaqake
                            - Secernosaurus

                  - 
                    - "Sabinosaur" PASAC-1
                    - 
                      - 
                        - Prosaurolophus
                        - 
                          - Augustynolophus
                          - Saurolophus

                      - 
                        - Kerberosaurus
                        - 
                          - Kundurosaurus
                          - 
                            - Shantungosaurus
                            - Edmontosaurus